# Cyathea boiviniiformis
Cyathea boiviniiformis är en ormbunkeart som beskrevs av Rakotondr. och Janssen. Cyathea boiviniiformis ingår i släktet Cyathea och familjen Cyatheaceae.

## Underarter
Arten delas in i följande underarter:
- C. b. lobata
- C. b. madagascarica